# Снайперська гвинтівка Драгунова
Снайперська гвинтівка Драгунова (також абр. СГД, рос. Снайперская винтовка Драгунова, СВД, Індекс ГРАУ — 6В1) — радянська снайперська гвинтівка під набій 7,62×54 мм, розроблена в 1958—1963 роках групою конструкторів під керівництвом Євгена Драгунова.
Ця снайперська гвинтівка є самозарядною зброєю. Автоматику гвинтівки засновано на використанні енергії порохових газів, що відводяться з каналу ствола до газового поршня.

## Боєприпаси й комплектація
Для стрільби з СГД застосовуються гвинтівкові патрони 7,62×54 мм R зі звичайними, трасувальними та бронебійно-запалювальними кулями, а також снайперські набої (7Н1, 7Н14), може також стріляти набоями з експансивними кулями JHP і JSP. Вогонь з СВД ведеться пострілами пооди́нці. Подача патронів при стрільбі здійснюється з коробчастого магазина ємністю 10 набоїв.
Гвинтівка комплектується оптичним прицілом ПСО-1, є можливість встановлення нічного прицілу НСПУМ.

## Принцип дії
При пострілі частина порохових газів, які виходять за кулею, спрямовується через газовідвідний отвір в стінці ствола в газову камеру, тисне на передню стінку газового поршня й відкидає поршень із штовхачем, а разом із ними і затворну раму в заднє положення.
При відході затворної рами назад затвор відкриває канал ствола, витягає з патронника гільзу й викидає її зі ствольної коробки назовні, а затворна рама стискає зворотну пружину й зводить курок (ставить його на звід автоспуску).

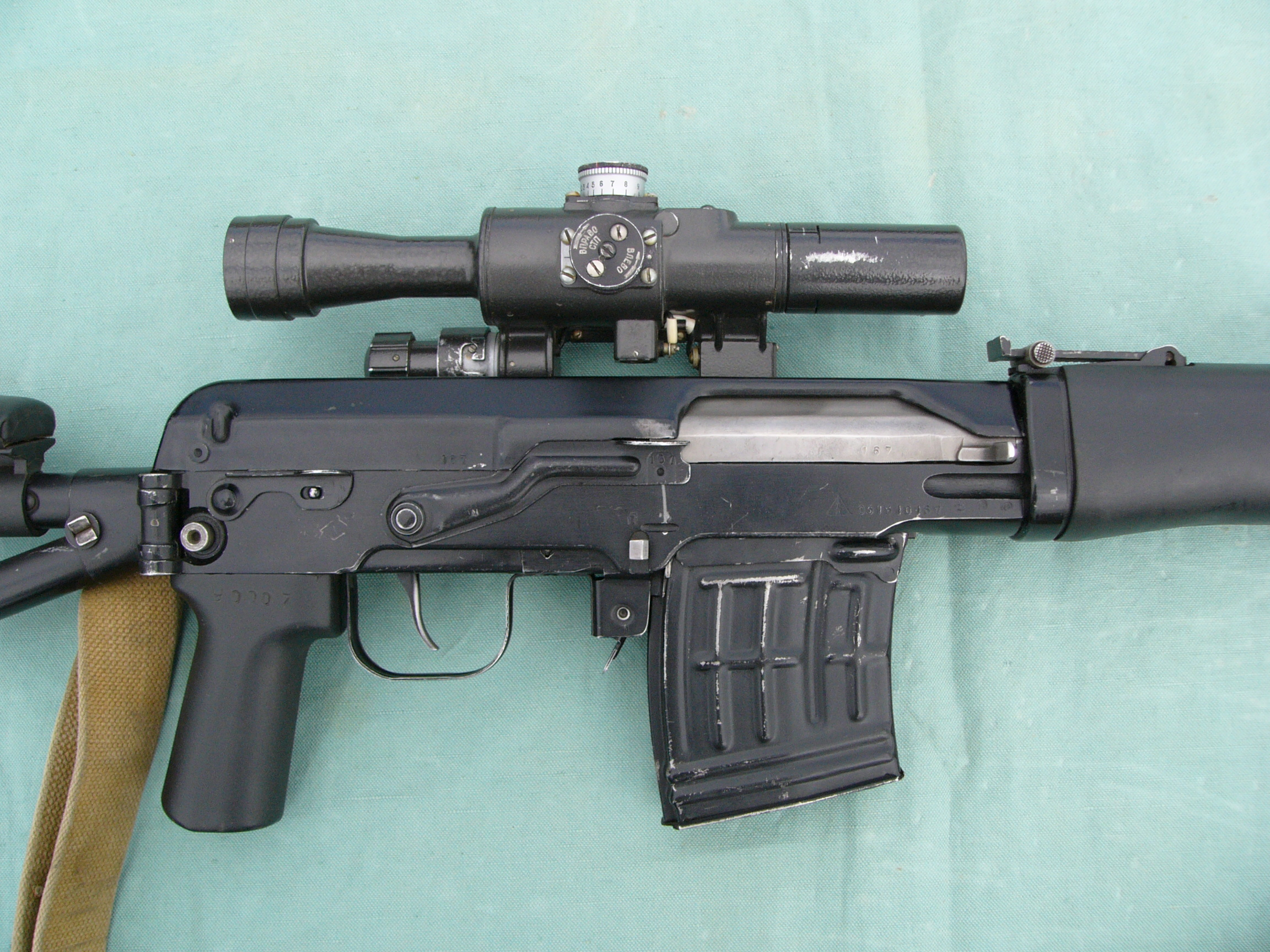
Ствольна коробка гвинтівки великим планом

У переднє положення затворна рама із затвором повертається під дією зворотного механізму, затвор при цьому досилає черговий патрон з магазина в патронник і закриває канал ствола, а затворна рама виводить шептало автоспуску з-під зводу автоспуску курка і курок стає на бойовий звід. Замикання затвора здійснюється його поворотом ліворуч і заходженням бойових виступів затвора у вирізи ствольної коробки.
Для здійснення чергового пострілу необхідно відпустити спусковий гачок і натиснути на нього знову. Після звільнення спускового гачка тяга просувається вперед і її зачіп заскакує за шептало, а при натисканні на спусковий гачок зачіп тяги повертає шептало й роз'єднує його з бойовим зводом курка. Курок, повертаючись на своїй осі під дією бойової пружини, завдає удару по ударнику і він просувається вперед і нако́лює ка́псулю-запальника набою. Відбувається постріл.
При пострілі останнім набоєм, коли затвор відійде назад, подавач магазина підіймає вгору зупин затвора, затвор упирається в нього і затворна рама зупиняється в задньому положенні. Це є сигналом для того, що треба знову зарядити гвинтівку.

## Точність
СВД має високу для зброї даного типу купчастість влучання. З набоєм 57-Н-323С (ЛПС) дає купчастість не гірше 2,21 MOA (кутових мінут) Ex.Ver. для серій по 5 пострілів на дистанції 300 м. Зі снайперським набоєм 7Н1 — 1,24 MOA Ex.Ver. для серій по 5 пострілів на дистанції 300 м (1,04 MOA — для кроку нарізів ствола 320 мм). Це відповідає показникам M24 (1,18 MOA на дальності 274 м (300 ярдів)) або M110 (1,27 MOA на дальності 91 м (100 ярдів)) з патронами матч-класу M118LR.
Зі снайперським набоєм СВД дозволяє вражати однією кулею наступні цілі (для найкращих стрільців, лежачи з опори): голова — 400 метрів, головна фігура — 500 метрів, поясна фігура і фігура, що біжить  — 800 метрів. Головною складністю при стрільбі на великі відстані є похибки підготовки вихідних даних для стрільби (це справедливо для всіх снайперських гвинтівок). На відстані 600 метрів серединна похибка за висотою (для визначення відстані, що дорівнює 10 % відстані) — 6,3 см, серединна похибка за бічним напрямком (для визначення швидкості бокового вітру, що дорівнює 1,5 м/с) — 4,3 см. Для порівняння, серединне відхилення розсіювання куль для найкращих снайперів для 600 м — за висотою 9,4 см, бічне 8,8 см.

## Варіанти і модернізація
- SCR-1200 — варіант глибокої модернізації, створений у Білорусі. Представлений в жовтні 2021 року. Прибрано дерев'яні деталі, встановлено телескопічний приклад, цівку виготовлено з легкого сплаву, має рейки Пікатінні, додано металеві стабілізатори ствола. Збільшено купчастість бою — не більше 5 см (у СГД — 8-10 см) при 10 пострілах на дистанції 100 метрів. Гарантована дальність ураження зросла до 600 метрів[9].

## Бойове застосування

### Російсько-українська війна

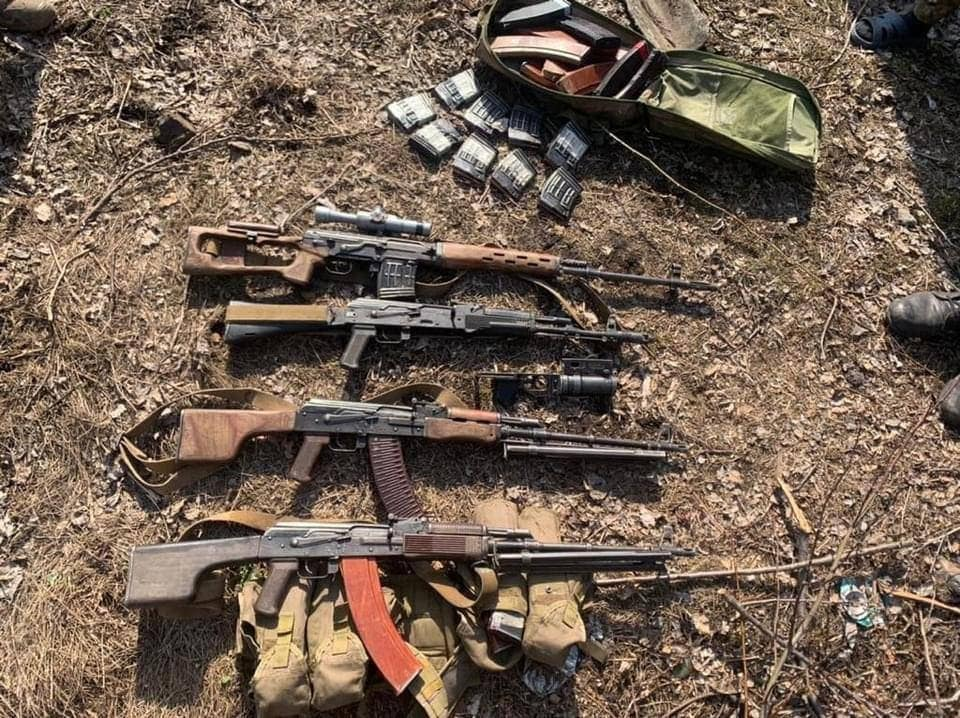
Вилучена в російських загарбників стрілецька зброя. 25 березня 2022 року

Снайперські гвинтівки Драгунова використовували і українські захисники, і російські загарбники з самого початку російсько-української війни в лютому 2014 року.
Поблизу населеного пункту Димер на Київщині спецпризначенці ГУР МО України знищили колону Росгвардії. Залишені окупантами в розбитих машинах документи 748 окремого батальйону оперативного призначення Росгвардії (в/ч 6912, м. Хабаровськ) серед яких був атестат з переліком наявної в підрозділі зброї. В переліку було названо, зокрема, снайперські гвинтівки Драгунова СВД та СВДС зі складаним прикладом, а також 7,62-мм снайперську гвинтівку СВ-98 та снайперські набої до них, а також приціли ПСО-1, ПСО-1М2, ПСО-1М2-1. Для стрільби вночі у них були модульні приціли сімейства 1ПН93 «Малюк» («Малыш»). У переліку були присутні й дві одиниці 12,7-мм армійських снайперських гвинтівок АСВМ.

## Оператори
- СРСР[11],  Росія[12]
- Аргентина
- Албанія[13]
- Афганістан[11]
- Білорусь[12]
- Болгарія[12]
- В'єтнам
- Угорщина[14]

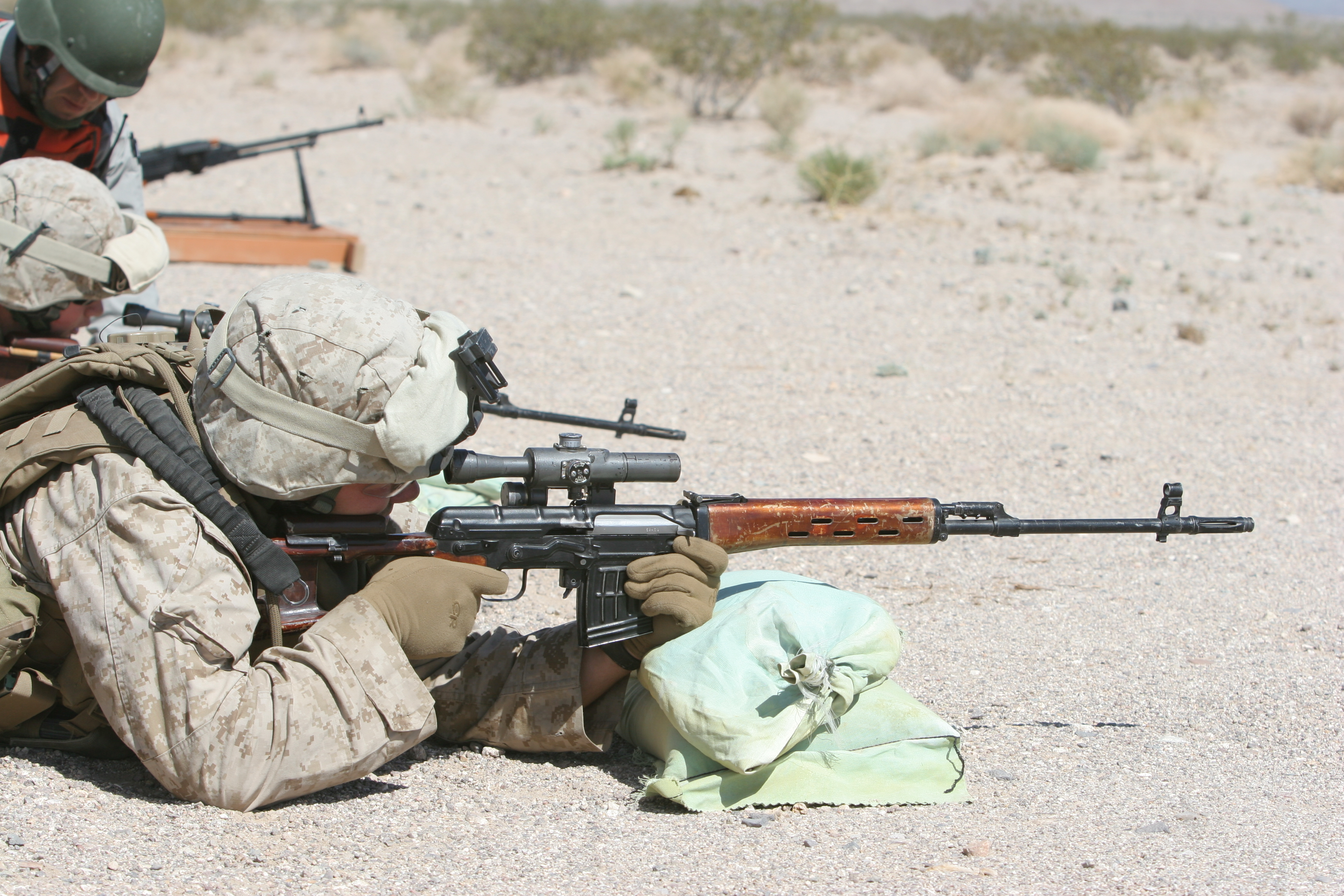
Американський морський піхотинець з СГД

- Венесуела: закуплені для збройних сил Венесуели[15]
- Грузія[12]
- Індія: випускається за ліцензією.[16]

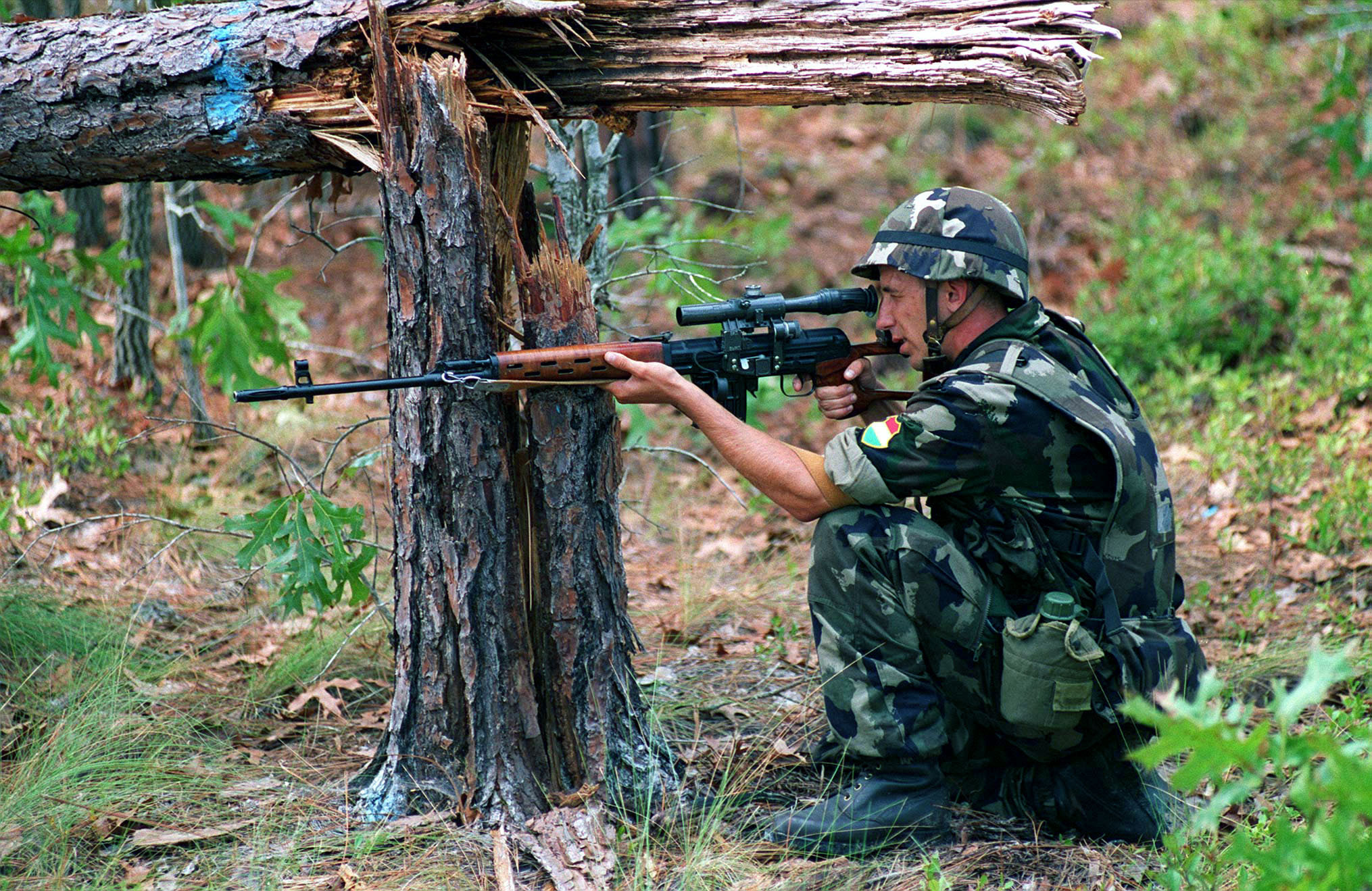
Угорський солдат із СГД

- Ірак: Al-Qadissiya та Al-Gadissiya — варіант місцевого виробництва.[17]
- Іран: Nakhjir — варіант місцевого виробництва.[18][19][20]
- Казахстан[12]
- Киргизстан[12]
- КНР: Type 79, клон виробництва Norinco[21], а також модернізована гвинтівка Type 85[21][22] і кілька варіантів для цивільного ринку.[22][23][24]
- Нікарагуа[12]
- Польща[12]
- Румунія: випускається за ліцензією[11]

- Словаччина[25]
- Таджикистан[12]
- Туркменістан[12]

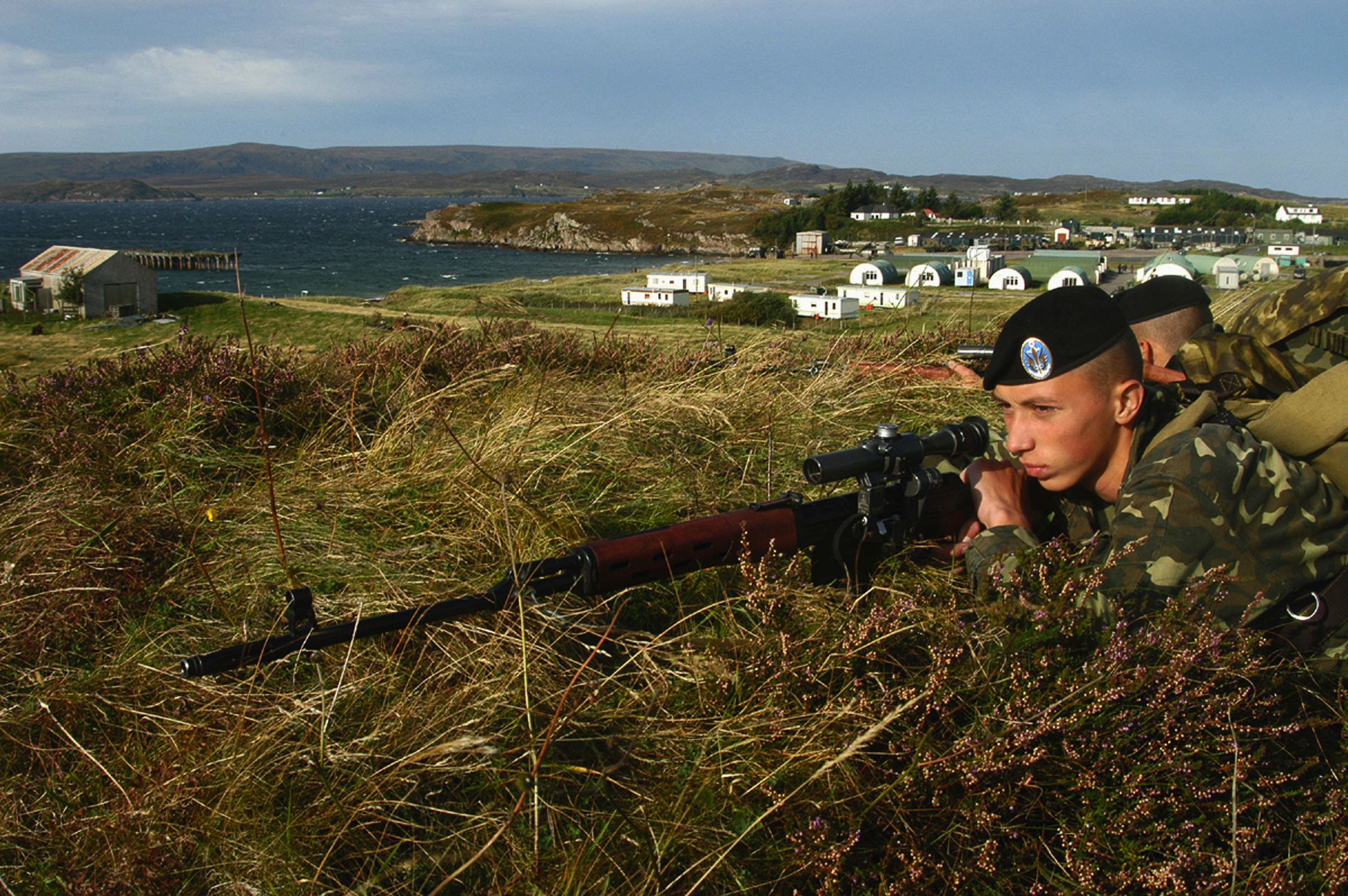
Український морський піхотинець з СГД в Шотландії

- Туреччина: використовується жандармерією турецької армії[26].
- Узбекистан[12]
- Україна[12]
- Фінляндія: під позначенням 7.62 TKIV Dragunov.[27]
- Молдова: використовується в національній армії.
- Чехія[28]
- Бандформування та терористичні організації — Талібан, Аль-Каїда, Ісламістська Армія Іраку, ДНР, ЛНР і багато інших.

### Україна
Снайперські гвинтівки Драгунова дісталися Україні після розпаду СРСР.
В 2018 році для заміни в Збройних силах України морально і фізично застарілої снайперської гвинтівки Драгунова прийняли на озброєння вітчизняну гвинтівку UAR-10 під набій 7,62×51 мм НАТО.
За словами інструктора зі снайпінгу благодійного фонду «Повернись живим» Руслана Шпаковича, станом на 2021 рік через вичерпаний ресурс і відповідно незадовільний стан українські військові відмовлялись від наявних гвинтівок Драгунова та переходили на нові зразки.
Так, за попередні роки на озброєння Збройних Сил України надійшло щонайменше 1500 нових зразків різноманітних гвинтівок, зокрема українського виробництва Zbroyar UAR-10 та UBR-008, американські Savage Model 110 та великокаліберні 12,7 мм Barett M82.
При цьому, значну частину з цих гвинтівок ЗСУ було передано благодійниками (фонд Roshen — понад 400 одиниць; анонімний жертводавець, який придбав більше 100 гвинтівок) та волонтерами або передані як допомога від союзників.
Офіційно на озброєння прийнято лише українські гвинтівки Zbroyar. Компанія налагодила і виробництво набоїв для військового застосування. Їх закуповує держава.

### Фінляндія
Наприкінці 2021 року (21 грудня 2021 року) міністерство оборони Фінляндії ухвалило рішення про заміну наявних СВД та Tkiv 85 на гвинтівки Sako M23 (Sniper Rifle 23).
Нову гвинтівку створено у співпраці між Sako LTD та міністерством оборони Фінляндії протягом 2020—2021 років. Вона заснована на схемі AR-10/AR-15 та використовує стандартний набій 7,62×51 мм НАТО. Перші партії нових гвинтівок надійдуть до армії Фінляндії наприкінці 2022 року, а навчання снайперів на новій системі планується розпочати протягом 2023 року.
Серед іншого, використання стандартного набою дасть можливість спільних закупівель озброєнь зі Швецією.